# Baragethi
Baragethi (tiếng Ả Rập: البراغيثي) là một ngôi làng Syria nằm ở Abu al-Duhur Nahiyah ở huyện Idlib, Idlib. Theo Cục Thống kê Trung ương Syria (CBS), Baragethi có dân số 1058 người trong cuộc điều tra dân số năm 2004.